# Дебјен (Квебек)
Дебјен (фр. Desbiens) је град у Канади у покрајини Квебек. Према резултатима пописа 2011. у граду је живело 1.053 становника.

## Становништво
Према резултатима пописа становништва из 2011. у граду је живело 1.053 становника, што је за 2,0% мање у односу на попис из 2006. када је регистровано 1.074 житеља.
| 2006. | 2011. |
| ----- | ----- |
| 1.074 | 1.053 |